# Diseño de patente

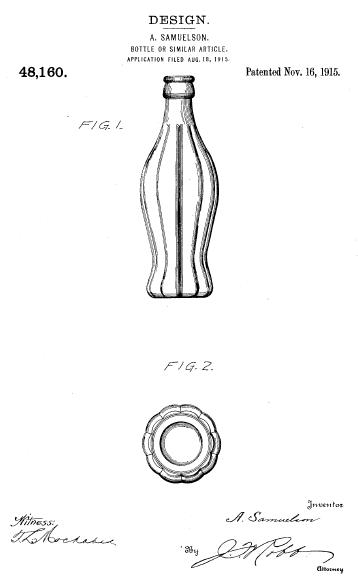
US design patent D48,160 for the original Coca-Cola bottle.

En los Estados Unidos, un diseño de patente es una forma de protección legal concedida al diseño ornamental de un elemento funcional. Las patentes de diseño son un tipo de derecho de diseño industrial. Los diseños ornamentales de joyería, muebles, envases de bebidas y (ver Fig. 1) computer icons son ejemplos de objetos que están cubiertos por patentes de diseño.
Un concepto similar, el diseño registrado, se puede obtener en otros países. En Kenia, Japón, Corea del Sur y Hungría, los diseños industriales se registran después de realizar una búsqueda oficial. En los países de la Comunidad Económica Europea, uno tiene que pagar solo la tarifa oficial y cumplir con otros requisitos formales para el registro (por ejemplo, un diseño de comunidad en la OAMI, Alemania, Francia o España). 
Para los Estados miembros de la OMPI, la protección se otorga mediante el registro en ésta y la aceptación de los miembros designados de acuerdo con el Acta de Ginebra del "Acuerdo de la Haya".

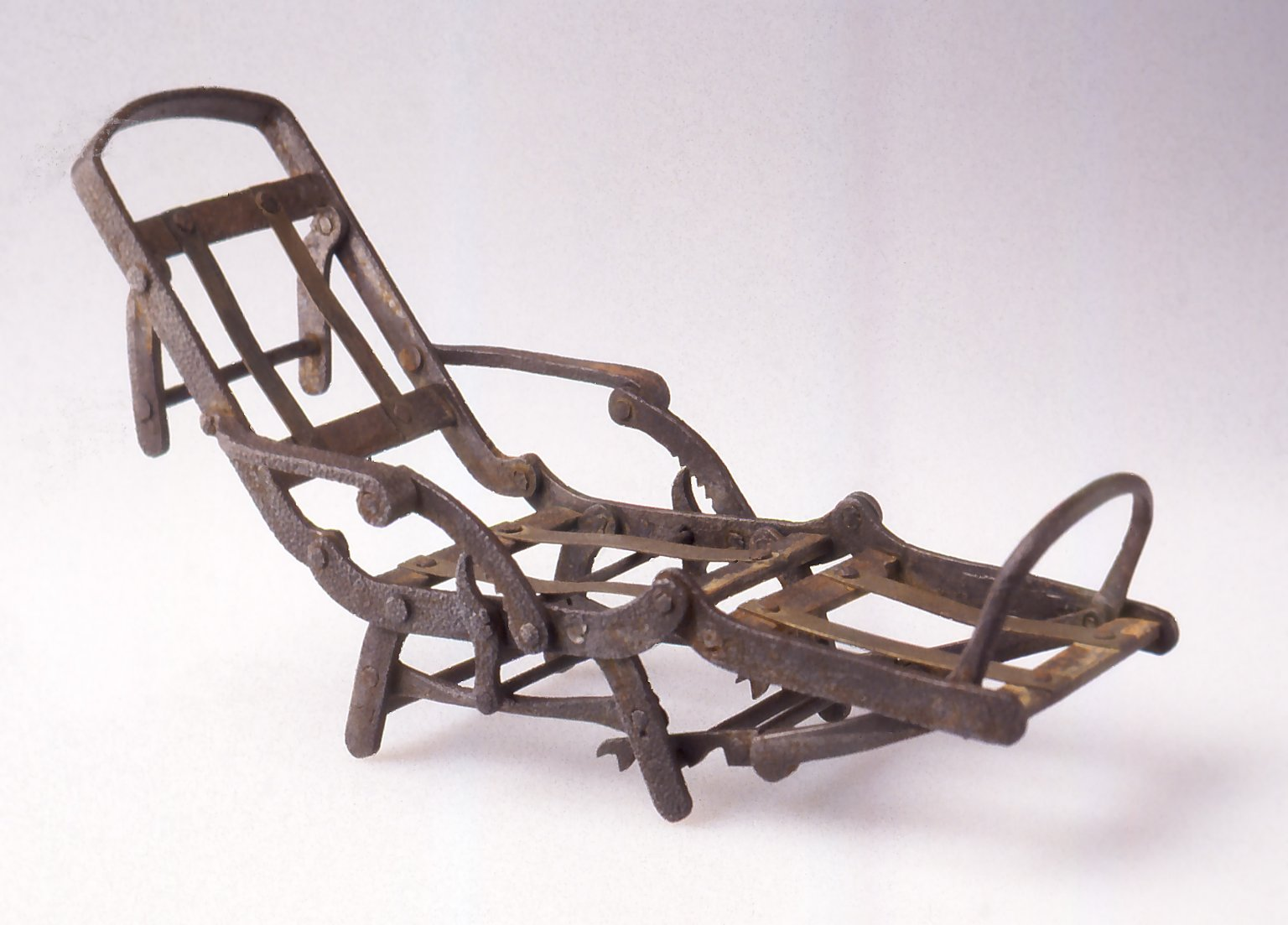
Henry James. Patent Model, Mechanical Chair, ca. 1872. This rare surviving model of an adjustable chair was part of the process to secure a patent in the United States in the late nineteenth century. There were two types of patents: utility, or technical, patents and design patents. The later was for two-dimensional inventions such as carpet and textile designs. The former, more common type was for all other inventions, both mechanical and scientific. The patent process required three elements: a scaled, fully functional model not more than one foot square, detailed line drawings, and a letter describing the innovation. Inventors usually hired a lawyer to help secure the patent, and the lawyer in turn had contacts with professional model makers and draftsmen to render the detailed models and drawings. Once approved, the patent was good for up to seventeen years. Brooklyn Museum

## Protecciones
Una patente de diseño de Estados Unidos cubre el diseño ornamental de un objeto que tenga utilidad práctica. Un objeto con un diseño que es sustancialmente similar al del diseño reivindicado en una patente de diseño no puede ser utilizado, copiado o importado en los Estados Unidos. La copia no tiene que ser exacta para que la patente que se infringe, solo tiene que ser sustancialmente similar. Las patentes de diseño con dibujos lineales cubren solo las características que se muestran como líneas continuas. Los productos que se muestran como líneas de puntos no están cubiertos. Esta es una de las razones por las cuales Apple se adjudicó a un veredicto del jurado en el caso de Estados Unidos de Apple contra Samsung. La patente de Apple mostró gran parte de su diseño iPhone como líneas rotas. No importaba si Samsung fue diferente en esas áreas. El hecho de que las líneas continuas de la patente eran las mismos que el diseño del Samsung significaba que Samsung infringió la patente de diseño de Apple.

## Imágenes a ordenador
Las fuentes e iconos de ordenador pueden ser cubiertos por patentes de diseño. Sin embargo, los iconos solo están cubiertos cuando son mostrados en una pantalla de ordenador, así convirtiéndolos en parte de un artículo de manufacturación con utilización práctica. El diseño de las pantallas también se pueden proteger por patentes de diseño.

## Publicación de aplicación
En China, Canadá, Japón, Sudáfrica y los Estados Unidos, una solicitud de patente de diseño no se publica y se mantiene en secreto hasta que es aceptada.
En Brasil, el solicitante puede pedir que la solicitud se mantenga en secreto por un periodo de 180 días a partir de la fecha de presentación. Esto también va a retrasar el enjuiciamiento y la concesión de la solicitud por 180 días.
En Japón, un solicitante puede pedir que un diseño se mantenga en secreto durante un período de hasta 3 años después de la concesión del registro.

## Patentes notables de diseño
- En 1842, George Bruce fue galardonado con la primera patente de diseño, patente de EE. UU. D1. La patente de diseño era para una nueva fuente.

- En 1879, Auguste Bartholdi fue premiado por una patente de diseño  Patente USPTO n.º D11,023 for the Statue of Liberty. Esta patente cubre la venta de pequeñas copias de la estatua. Producto de la venta de las estatuas,se ayudó a recaudar dinero para construir la estatua completa en New York harbor.

- En 1919, se otorgaron tres patentes de diseño para la insignia de la  American Legion, Patente USPTO n.º D54,296; la insignia de laAmerican Legion Women's Auxiliary, Patente USPTO n.º D55,398; y la insignia de laSons of the American Legion, Patente USPTO n.º D92,187.  Los términos originales de estas patentes debían haber expirado en 1933, pero el Congreso ha extendido continuamente su protección.[6] Las patentes fueron prorrogadas por un plazo adicional de catorce años por una enmienda a la National Defense Authorization Act en 2007, que pasó el Senado el 22 de junio de 2006.[7]

- En 1936, Frank A. Redford fue premiado por Patente USPTO n.º D98,617 para el Wigwam Motel.

- Apple Inc. posee varias patentes relacionadas con el diseño de la línea iPhone teléfono inteligente y sus productos relacionados[8]

## En comparación de

### Utilidad de patentes
Los servicios públicos de Estados Unidos  patents  protegen la funcionalidad de un determinado artículo. Las cuotas de mantenimiento se pagan y las utilidades de patente son generalmente válidas por un máximo de 20 años a partir de la fecha de presentación (con algunas excepciones)
Las patentes de diseño abarcan el diseño funcional ornamental de un artículo. Las patentes de diseño pueden ser invalidadas si el diseño tiene utilidad práctica (por ejemplo, la forma de un engranaje). Las patentes de diseño tienen una validez de 14 años a partir de la fecha de emisión si se presenta antes del 18 de diciembre de 2013 o (en virtud de la Ley de Aplicación de la ley de patentes Tratados de 2012) 15 años desde la fecha de emisión si se presenta en o después del 18 de diciembre de 2013. No hay cuotas de mantenimiento.

### Derechos de Autor (Copyright)
Copyright impide que elementos no funcionales sean copiados. Para mostrar una infracción de copyright, el demandante debe demostrar el elemento infractor fue copiado del original. La expresión artística de derechos de autor no debe tener utilidad práctica sustancial (por ejemplo, una estatua) o ser separable del sustrato útil (por ejemplo, la imagen en una taza de café).
Las patentes de diseño, por el contrario, cubren los aspectos ornamentales de elementos funcionales de ser violados. Uno no tiene que demostrar que el elemento infractor fue copiado del original. Así, un diseño que se tomó con independencia todavía puede infringir una patente de diseño.
Muchos objetos pueden ser cubiertos por las patentes de derechos de autor y de diseño. La Statue of Liberty  es solo un ejemplo.

### Marcas e imagen comercial
Trademarks y trade dress se utilizan para proteger a los consumidores de confusión en cuanto a la fuente de un objeto manufacturado. Para obtener la protección de marcas, el titular de la marca debe demostrar que la marca no es probable que se confunda con otras marcas con los artículos de la misma clase general. Las marcas pueden durar indefinidamente, siempre y cuando se utilicen en el comercio.
Las patentes de diseño solo se conceden si el diseño es nuevo y no es evidente para todos los elementos,, incluso los de diferente utilidad del objeto patentado. Una protección real de una forma dada, por ejemplo, puede citarse como técnica anterior en contra de una patente de diseño en un icono de ordenador con una forma de protección. La validez de las patentes de diseño no se ve afectada si el diseño se comercializa.
Los productos pueden ser cubiertos por marcas y patentes de diseño. La botella  de Coca-Cola, por ejemplo, estaba cubierta por una patente de diseño ahora expirado, Patente USPTO n.º D48,160, pero aún está protegida por una marca comercial de EU registrada.